# X.25
X.25 — стандарт передачи данных с использованием коммутации пакетов. Стандарт описывает протоколы трёх уровней: физического, канального (LAPB) и пакетного (PLP), что соответствует физическому, канальному, и сетевому уровню сетевой модели OSI. Предназначался для организации WAN на основе телефонных сетей с линиями с достаточно высокой частотой ошибок, поэтому содержит развитые механизмы коррекции ошибок. Ориентирован на работу с установлением соединений. Исторически является предшественником протокола Frame Relay.
X.25 обеспечивает множество независимых виртуальных каналов (Permanent Virtual Circuits, PVC и Switched Virtual Circuits, SVC) в одной линии связи, идентифицируемых в X.25-сети по идентификаторам подключения к соединению, идентификаторам логического канала (Logical Channel Identifier, LCI) или номеру логического канала (Logical Channel Number, LCN).
Благодаря надёжности технологии и его работе поверх телефонных сетей общего пользования X.25 широко использовался как в корпоративных сетях, так и во всемирных специализированных сетях предоставления услуг, таких как SWIFT (банковская платёжная система, прекратили использование в 2005 году) и SITA (фр. Société Internationale de Télécommunications Aéronautiques — система информационного обслуживания воздушного транспорта), однако в настоящее время X.25 вытесняется другими технологиями канального уровня (Frame Relay, ISDN, ATM) и протоколом IP, оставаясь, однако, достаточно распространённым в странах и территориях с неразвитой телекоммуникационной инфраструктурой.
MTU для X.25 равно 576 байт. Также это число считается минимальным размером дейтаграммы, которую должен уметь принять и обработать любой хост в интернете.

## История и стандартизация
Разработан Исследовательской комиссией VII Международного консультативного комитета по телеграфии и телефонии (МККТТ) (с 1993 года — Сектор стандартизации электросвязи Международного союза электросвязи (МСЭ-Т)) в качестве стандарта для пакетной передачи данных в телефонных сетях, принят в 1976 году, впоследствии стал основой всемирной системы PSPDN (англ. Packet-Switched Public Data Networks), то есть WAN. Существенные дополнения к стандарту были приняты в 1984 году, в частности, для согласования имеющихся описанных уровней с опубликованной сетевой моделью OSI. В настоящее время для X.25 действует стандарт ISO 8208, а также стандартизовано применение пакетного уровня X.25 (протокол PLP) в локальных сетях (стандарт ISO 8881).
По мере распространения IP-сетей IETF стандартизовал ряд RFC, описывающих работу и взаимодействие X.25 и TCP/IP:
- RFC 887 A Standard for the Transmission of IP Datagrams Over Public Data Networks
- RFC 1086 ISO-TP0 bridge between TCP and X.25
- RFC 1090 SMTP on X.25
- RFC 1356 Multiprotocol Interconnect on X.25 and ISDN in the Packet Mode
- RFC 1381 SNMP MIB Extension for X.25 LAPB
- RFC 1381 SNMP MIB Extension for the X.25 Packet Layer
- RFC 1461 SNMP MIB extension for Multiprotocol Interconnect over X.25
- RFC 1598 PPP in X.25
- RFC 1613 Cisco Systems X.25 over TCP (XOT)

## Архитектура
```
                                                               .------.
                                                               | HOST |
    .---------.     .-----.     .-----.            .-----.     |---.  |
    | Терм.   |-----| DTE |=====| DCE |
____________
| DCE |=====|PAD|  | |
    `---------'  |  `-----'    
 
:                        :     `------'
                 |              :                        :
           "NATIVE"             :---- Пакетная сеть  ----:
           PROTOCOL
```

## Режимы и типы пакетов X.25
1. Режим установления соединения (Call setup mode) используется при установлении соединения SVC между DTE-устройствами. В этом режиме на уровне PLP используется схема адресации X.121 для установления виртуального соединения. Режим установления соединения работает на уровне виртуальных каналов, то есть в пределах одного физического DTE-устройства одни SVC могут быть в состоянии установления соединения, а другие — в режиме передачи данных или разрыва соединения. Режим установления соединения используется только в случае установления SVC, но не PVC.
2. Режим передачи данных (Data transfer mode) используется при передаче данных по виртуальному каналу. При этом X.25 PLP ответственен за сегментацию данных в пакеты и сборку пакетов, управление передачей данных и коррекцию ошибок. Режим передачи данных работает на уровне виртуальных каналов и используется в случае как SVC, так и PVC.
3. Режим ожидания (Idle mode) характеризуется отсутствием передачи данных при установленном виртуальном канале. Работает на уровне виртуальных каналов и используется только в случае установления SVC, но не PVC.
4. Режим разрыва соединения (Call clearing mode) используется при разрыве соединения SVC между DTE-устройствами. Работает на уровне виртуальных каналов и используется только в случае разрыва SVC, но не PVC.
5. Режим перезапуска (Restarting mode) используется для переустановки соединений между DTE-устройством и локально работающих с ним DCE-устройствами. В отличие от других режимов, выполняется в пределах одного физического DTE-устройства, что сопровождается разрывом всех виртуальных каналов, установленных с этим DTE.

| Packet Type                      | DCE {\displaystyle \to } DTE      | DTE {\displaystyle \to } DCE       | Service | VC | PVC |
| -------------------------------- | --------------------------------- | ---------------------------------- | ------- | -- | --- |
| Установление и разрыв соединений | Incoming Call                     | CALL REQ Запрос соединения         |         | X  |     |
|                                  | Call Connected                    | CALL ACC Вызов принят              |         | X  |     |
|                                  | Clear Indication                  | CLR REQ Запрос разрыва             |         | X  |     |
|                                  | Clear Confirmation                | CLR CNF Подтверждение разрыва      |         | X  |     |
| Данные и прерывания              | Data                              | Data Пакет данных                  |         | X  | X   |
|                                  | Interrupt                         | INT REQ Запрос прерывания          |         | X  | X   |
|                                  | Interrupt Confirmation            | INT CNF Подтверждение прерывания   |         | X  | X   |
| Flow Control and Reset           | Reciever Ready                    | RR Приёмник готов                  |         | X  | X   |
|                                  | Reciever Not Ready                | RNR Приёмник не готов              |         | X  | X   |
|                                  |                                   | REJ Отказ                          |         | X  | X   |
|                                  | Reset Indication                  | RES REQ Запрос сброса              |         | X  | X   |
|                                  | Reset Confirmation                | RES CNF Подтверждение сброса       |         | X  | X   |
| Restart                          | Restart Indication                | RSTR REQ Запрос перезапуска        |         | X  | X   |
|                                  | Restart Confirmation              | RSTR CNF Подтверждение перезапуска |         | X  | X   |
| Diagnostic                       | DIAG Диагностика                  |                                    |         | X  | X   |
| Registration                     | REG CNF Подтверждение регистрации | REG REQ Запрос регистрации         |         | X  | X   |

## Стандарты ГОСТ
- ГОСТ Р ИСО/МЭК 10177-99 — Информационная технология. Передача данных и обмен информацией между системами. Обеспечение промежуточными системами внутренних услуг сетевого уровня в режиме с установлением соединения при использовании протокола пакетного уровня X.25 по ГОСТ Р 34.950
- ГОСТ Р 34.950-92 — Информационная технология. Взаимосвязь открытых систем. Передача данных. Протокол пакетного уровня X.25 для оконечного оборудования данных
- ГОСТ Р ИСО/МЭК 8881-98 — Информационная технология. Передача данных. Использование протокола пакетного уровня X.25 в локальных вычислительных сетях
- ГОСТ 34.954-91 — Информационная технология. Взаимосвязь открытых систем. Использование протокола пакетного уровня X.25 для обеспечения услуг сетевого уровня взаимосвязи открытых систем в режиме с установлением соединения